# Oberpleichfeld
Oberpleichfeld település Németországban, azon belül Bajorországban. Lakosainak száma 1135 fő (2023. december 31.).

## Népesség
A település népessége az elmúlt években az alábbi módon változott:
| Lakosok száma | 596  | 862  | 836  | 908  | 1090 | 1081 | 1102 | 1117 | 1125 | 1135 |
|               | 1875 | 1950 | 1975 | 1987 | 2012 | 2014 | 2016 | 2017 | 2021 | 2023 |